# Irenología
Irenología (del griego ειρενη [eirenē] "paz"- y λογος [logos] "estudio"), estudios de la paz o para la paz, o estudios de la paz y los conflictos (muy a menudo citados directamente en inglés: peace studies o peace and conflict studies), son denominaciones para una disciplina académica, parte de las ciencias políticas y la sociología, que se ocupa del estudio multifactorial de los conflictos internacionales y las amenazas a la paz (incluyendo factores políticos, económicos, ecológicos, culturales, antropológicos, psicológicos, demográficos, etcétera). Concibe la paz no sólo como la ausencia de guerra, sino como un concepto positivo que incluye la justicia, el desarrollo económico y social equilibrado y el conocimiento y respeto mutuo entre las naciones; así como todos los demás factores que contribuyan a la desaparición de la violencia estructural, la pobreza, la desigualdad, el racismo, la xenofobia, los prejuicios y estereotipos culturales negativos, y el militarismo.
Las ciencias de la paz no se oponen, sino que se complementan con la polemología, cuyo objeto de estudio son los conflictos armados en sí. Tanto la polemología como la irenología comparten como objeto de estudio los "polemógenos" (fenómenos o situaciones conflictuales). La irenología tiene como postulado base que las guerras son un instrumento violento para resolver conflictos que pueden ser resueltos de modo diferente, y que evitarlas es un imperativo ético. Ambas disciplinas, irenología y polemología, formarían parte de los estudios de seguridad, que a su vez forman parte de los estudios estratégicos, y éstos del campo de estudio genérico de las relaciones internacionales.
Se considera como fundador de la disciplina a Johan Galtung, a la que también han contribuido Alva Myrdal (premio Nobel de la Paz en 1982), Kenneth Boulding, Ernst-Otto Czempiel, Gene Sharp, Lothar Brock y Dieter Senghaas.

## Historia

### Precedentes históricos
La consideración positiva de la paz aparece en todas las culturas, lo que no significaba por ello renunciar a la guerra. En China, Sun Tzu (El arte de la guerra) y sus discípulos deseaban evitar las consecuencias negativas de las guerras precisamente siendo ellos mismos los mejores estrategas. En Roma se originó el adagio Si vis pacem, para bellum. La preocupación por la paz había sido una constante de la intelectualidad europea desde la Edad Media (búsqueda de límites a la violencia feudal estructural con la paz de Dios y otras instituciones semejantes, y especulaciones filosóficas acerca de la guerra justa), que se seculariza a partir de las utopías renacentistas y la fundación del derecho de gentes, y continúa en la Ilustración (Sobre la paz perpetua, Kant, 1795). La conciencia de la intensificación de la guerra en la Edad Contemporánea llevó durante el siglo XIX a iniciativas como la fundación de la Cruz Roja (Henry Dunant, 1859) o el movimiento olímpico (Pierre de Coubertin, 1894). En 1895 Jean de Bloch, pacifista y financiero polaco, había escrito La guerre de l'avenir, donde preveía el carácter extremadamente destructor de las guerras del siglo XX. Su proximidad al zar le inspiró la idea de una conferencia internacional sobre la paz, que se concretó en las Conferencias de La Haya de 1899 y 1907. Alfred Nobel determinó que uno de los premios que se concedieran con el fondo que instituyó fuera el premio Nobel de la Paz (se ha venido concediendo anualmente desde 1901, excepto en los años de las guerras mundiales). En el siglo XX, entre los intelectuales más activos en la búsqueda de la paz estuvieron científicos como Bertrand Russell o Albert Einstein (Tribunal Russell-Sartre, Manifiesto Russell-Einstein). Incluso algunos estadistas han contribuido a fijar conceptos claves en la interpretación de las causas profundas de los conflictos contemporáneos, como Dwight Eisenhower, que divulgó el de "complejo industrial-militar".

### Actualidad
Según el polemólogo francés Julien Freund, el neologísmo irénologie fue acuñado por el periodista belga Paul Michel Gabriel Lévy en los años 1950. 
En 1960, Johan Galtung fundó el International Peace Research Institute en Oslo. En 1966 Alva Reimer Myrdal fundó el Instituto Internacional de Estudios para la Paz de Estocolmo. En 1980 se constituyó en Ciudad Colón (Costa Rica) la Universidad para la Paz por iniciativa de las Naciones Unidas, dedicada íntegramente a los peace studies. En la Universidad de Toronto funciona el Centro Trudeau para Estudio de la Paz y los Conflictos. En la Universidad Autónoma de Barcelona se creó en 1999 la Escuela de Cultura de Paz dentro de la Cátedra UNESCO sobre Paz y Derechos Humanos. En la Universidad de Pisa se ha fundado en 2005 el Centro Interdisciplinare Scienze per la Pace. En la Universidad de Sídney funciona un Centre for Peace and Conflict Studies que elabora desde 2007 un Índice de Paz Global (junto con el Institute for Economics and Peace y la Unidad de Inteligencia de The Economist).

### En Hispanoamérica
Los Estudios para la Paz o Peace Research están vinculados a académicos e instituciones sociales y universitarias de todos los continentes, lo que supone la existencia de publicaciones científicas periódicas, licenciaturas y postgrados, y centros de investigación.
En el ámbito hispano hablante, algunas referentes son el Instituto para la Paz y los Conflictos (IPAZ) de la Universidad de Granada, la Asociación Española de Investigación para la Paz, el Instituto Interuniversitario de Desarrollo Social y Paz (universidades Jaume I y de Alicante), el Instituto Catalán Internacional para la Paz (ICIP), la Fundación Cultura de Paz de Madrid, el Centro de Investigación para la Paz de Argentina, el Instituto de Estudios sobre Conflictos y Acción Humanitaria de Colombia, la Red COPALA (Colombia), y diversas cátedras UNESCO en Argentina, Colombia, Ecuador,  España, México y Puerto Rico (entre otros).
Entre los intelectuales de habla castellana dedicados a estas investigaciones han destacado (en orden alfabético): Eduard Vinyamata, Eduardo Sandoval Forero, Francisco Jiménez Bautista, Francisco Muñoz, Mario López Martínez, Vicenç Fisas, Vicent Martínez Guzmán y Xesus R. Jares. Publicaciones reconocidas, en el mismo idioma, son la Revista de Paz y Conflictos de la Universidad de Granada (publicada desde el 2008), la revista Tiempo de Paz (publicada desde 1984 por el MPDL) y la Revista por la Paz del ICIP: Instituto Catalán Internacional para la Paz (que aparece desde 2009).

## Educación para la paz, cultura de la paz y pacifismo
Cuando el movimiento de investigación de la paz comenzó a finales de los años cincuenta del siglo XX, las universidades, por lo general, no lo acogieron favorablemente. No obstante, la idea fue tomada por institutos de investigación, usualmente sin dependencia ninguna de instituciones educativas. Hoy, todavía se aprecian las consecuencias de ello: un fuerte movimiento de investigación y de activismo, pero débil en educación, que por lo general falla a la hora de introducirse en escuelas y universidades. En resumen, a pesar de los intentos, la educación para la paz probablemente no se ha desarrollado significativamente durante las últimas décadas, particularmente en contraste con los considerables avances en los campos de la investigación y el activismo.
Johan Galtung, Forma y contenido de la educación para la paz, 2008.

## Resistencia noviolenta
La resistencia noviolenta es una táctica de protesta relacionada con la desobediencia civil que propugna el logro de un cambio político, social y cultural sin necesidad del empleo de la violencia como arma política.
En la práctica utiliza protestas simbólicas y actos de no cooperación en las áreas políticas y económicas.
En general, el concepto de la no violencia busca comportamientos que no son habituales en las maneras y costumbres de la población. Consiste en provocar la atención mediante la sorpresa. Es una forma de afirmar la disconformidad con una práctica que se considera injusta y emplea actos de omisión (donde se rechaza realizar acciones socialmente aceptadas o de obligado cumplimiento por ley o normativa); actos de comisión (cuando, por el contrario, se realizan acciones contrarias a la costumbre o prohibidas); o una combinación de ambos.

## Triángulo de la violencia
Uno de los elementos centrales de la teoría galtungiana lo constituye el triángulo de la violencia, una idea acerca de cómo se genera la violencia, y sobre la relación de las tres formas principales de la misma entre sí (directa, cultural y estructural). Estos conceptos permiten clasificar y comprender las diversas prácticas directas e indirectas de violencia existentes en las sociedades.
De forma casi paralela, se han desarrollado conceptos correspondientes a los tipos de paces, relacionados estos a cada tipo de violencia como opuestos, entre ellos: paz positiva y paz negativa (aportes de Galtung), cultura de paz (varios autores), paz neutra (aporte de Francisco Jiménez B) y ecopaz o paz Gaia.